# Dextre

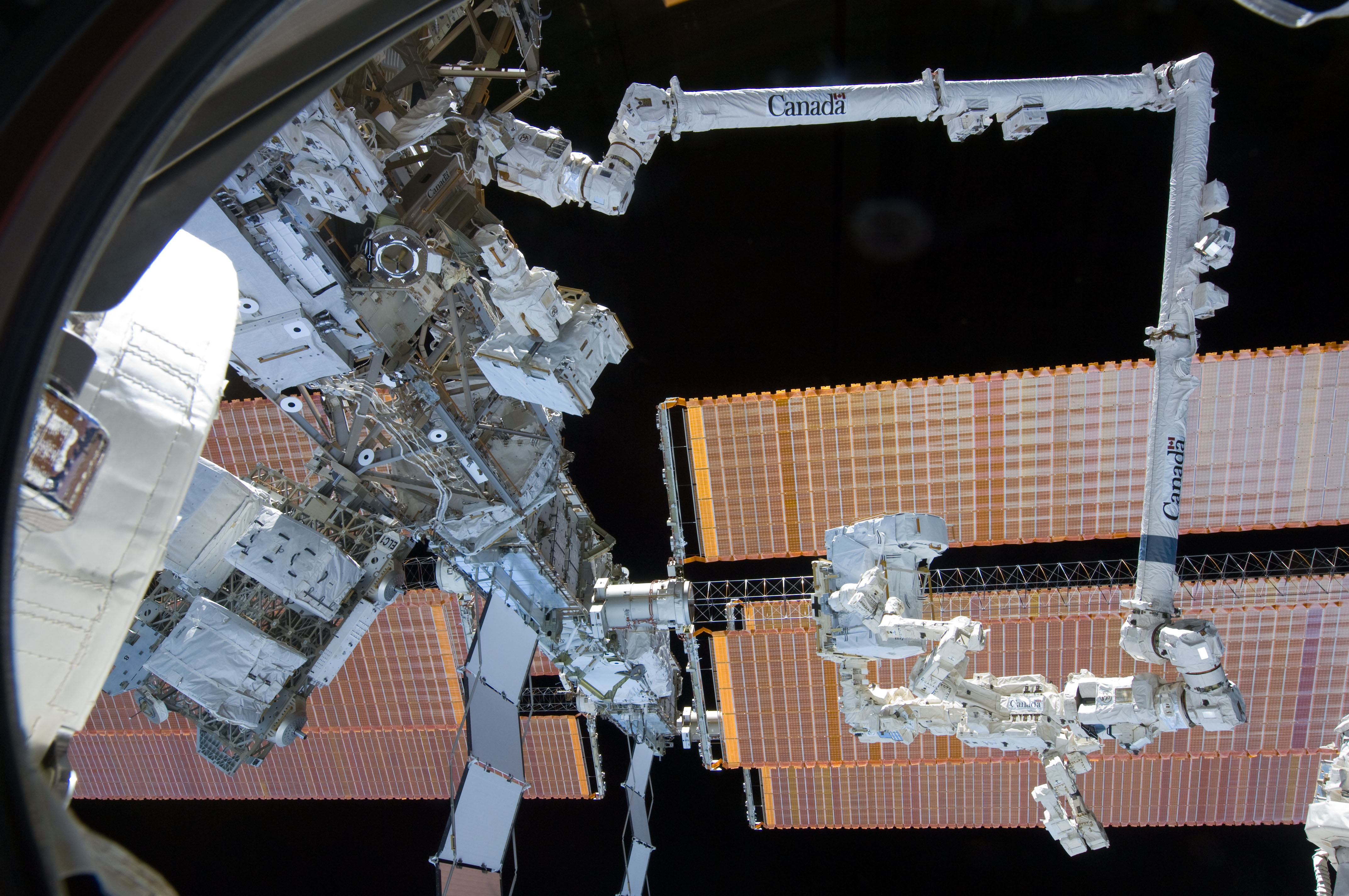
A Dextre a Canadarm2 végére csatolva, nem sokkal első feladata előtt (2011. február 3.)

A Dextre - teljes angol nevén Special Purpose Dexterous Manipulator (SPDM) - egy kétkarú robot, a Canadarm2 robotkar része a Nemzetközi Űrállomáson. A robotkar rendszer működését teszi lehetővé olyan helyzetekben, melyeket másként csak űrsétával lehetne elvégezni. 2008. március 11-én vitte fel az Endeavour űrrepülőgép az STS–123 küldetésen. Első hivatalos feladatát 2011. február 4-én végezte el, amikor a Kounotori-2 japán teherhajó által felvitt két alkatrészt csomagolt ki. 2011. augusztus végén kicserélt egy elektromos kapcsolótáblát az űrállomás burkolatán. Ez volt az első első karbantartási feladata.